# Plesiocystiscus alfredensis
Plesiocystiscus alfredensis, common name the blue oval marginella, là một loài ốc biển rất nhỏ, là động vật thân mềm chân bụng sống ở biển trong họ Cystiscidae.
This species occurs throughout hải vực Ấn Độ Dương-Thái Bình Dương Oceans. It prefer to live in sheltered areas.